# NGC 2986
NGC 2986 ist eine elliptische Galaxie vom Hubble-Typ E2 im Sternbild Wasserschlange, die schätzungsweise 119 Millionen Lichtjahren von der Milchstraße entfernt ist. Sie bildet mit der im Hintergrund stehenden, rund 13,5 mag helle Galaxie ESO 566-04 ein optisches Galaxienpaar. Anfang Dezember 1999 wurde in der  Galaxie die Typ Ia-Supernova SN 1999gh entdeckt.
Das Objekt wurde am 10. März 1785 von dem deutsch-britischen Astronomen William Herschel mit einem 48-cm-Teleskop entdeckt.